# Alfa Centauri B b
Alfa Centauri B b är en möjlig exoplanet som kretsar kring stjärnan Alfa Centauri B som ligger 4,37 ljusår från jorden. Bevis för planeten presenterades 2012. 
Planeten har en omloppstid på 3,236 dygn och ligger omkring 0,04 au från stjärnan. År 2015 visade dock en ny analys av samma mätningar att de också kunde förklaras utan någon planet.

## Karaktäristik
Alfa Centauri B b ligger inte inom den beboeliga zonen, det vill säga det finns ingen möjlighet till flytande vatten på planetens yta. 

### Fotnoter
1. ↑  Dumusque, Xavier; Pepe, Francesco; Lovis, Christophe; Ségransan, Damien; Sahlmann, Johannes; Benz, Willy; Bouchy, François; Mayor, Michel; Queloz, Didier; Santos, Nuno; Udry, Stéphane (25 februari 2012). ”An Earth-mass planet orbiting α Centauri B”. Nature "491" (7423):  ss. 207-211. doi:10.1038/nature11572. http://adsabs.harvard.edu/abs/2012Natur.491..207D.
2. ↑  ”Planet upptäckt runt Alfa Centauri”. Europeiska sydobservatoriet. 16 oktober 2012. http://www.eso.org/public/sweden/news/eso1241/. Läst 19 juli 2016.
3. ↑  Rajpaul, V.; Aigrain, S.; Roberts, S. (25 februari 2015). ”Ghost in the time series: no planet for Alpha Cen B”. Monthly Notices of the Royal Astronomical Society "456" (1):  ss. L6-L10. doi:10.1093/mnrasl/slv164. http://adsabs.harvard.edu/abs/2016MNRAS.456L...6R.
4. ↑  Phil Plait (20 januari 2016). ”Does Alpha Centauri Have a Planet or Not? Well …”. Slate. http://www.slate.com/blogs/bad_astronomy/2016/01/20/alpha_centauri_planet_is_almost_certainly_not_real.html. Läst 21 juli 2013.